# Потаскуева (Тугулымский муниципальный округ)
Потаскуева — деревня в Тугулымском городском округе Свердловской области.

## География
Деревня Потаскуева муниципального образования «Тугулымского городского округа» расположено в 33 километрах к юго-западу от посёлка Тугулым (по автотрассе в 55 километрах), на левом берегу реки Беляковка (правого приток реки Пышма).

## История
На протяжении всей своей истории у деревни было несколько вариантов названий: Потоскуева, Потосукево, Потоскуевская, Потаскуево, Потоскуевка, Поперечна, Поперечная.
Деревня Потаскуева образовалась в период с 1697 по 1710 (можно судить по отсутствию деревни на Хорографической карте Семёна Ремезова, созданной в период с 1697 по 1711 года, а также по тому факту, что в переписи 1710 года она уже присутствует). Изначально деревня относилась к Беляковской волости Сибирской губернии. Население русское, состоящее из государственных крестьян. На тот момент в ней было 12 дворов:
1. Двор крестьянина Ивана Алексеева сына Губкина;
2. Двор крестьянина Афонасья Иванова сына Черепанова;
3. Двор крестьянина Петра Микитина сына Харитоновских;
4. Двор крестьянина Федора Терентьева сына Кокшаровых;
5. Двор крестьянина Дмитрея Давыдова сына Брюхановых;
6. Двор крестьянина Михаила Федорова сына Плюсниных;
7. Двор крестьянина Филипа Парфенова сына Копниных (л.90об.);
8. Двор крестьянина Ивана Васильева сына Пахтусовых у него отец Василей Осипов 80 лет;
9. Двор вдовы Марьи Давыдовы сына (!) Черепановых;
10. Двор крестьянина Андрея Иевлева сына Шелыгина (л.91);
11. Двор крестьянина Терентья Микитина сына Задорина;
12. Двор крестьянина Григорья Иванова (л.91 об.)[3]

В этот период население деревни были прихожанами Богородицкой церкви в селе Беляковском (Беляковской слободе). Время постройки первого храма в селе Беляковском неизвестно, но в 1700 году он уже существовал, что следует из росписок 1700 года и последующих годов, выданных уполномоченными от преосвященнейших митрополитов Тобольских, в получении денежной дани с Михаило-Архангельской часовни деревни Яр, Беляковской Богородицкой церкви.
В 1805 году, во время пожара, храм первый или другой уже (неизвестно) сгорел; на месте этом была построена часовня, в которой находилось два каменных памятника. Существующий позже храм каменный, двухпрестольный заложен в 1805 года, по благословению преосвященного Иустина, епископа Пермскаго и Екатеринбургскаго (грамота от 21 августа 1805 года), в 1807 году старанием и иждивением прихожан постройкою окончен и в том-же году, по благословению того преосвященного, освящен во имя Владимирской иконы Божией Матери, время-же освящения приделанного храма во имя святителя и чудотворца Николая — неизвестно.
С 1764 года деревня находилась в составе Беляковской волости Камышловского уезда Сибирского царства. С 1782 года в составе Беляковской волости Камышловского уезда Екатеринбургской области Пермского наместничества. С 1796 года в составе Беляковской волости Камышловского уезда Пермской губернии.
В 1801 году в деревне насчитывалось 16 дворов, с населением в количестве 192 человека, среди которых 83 мужчины и 109 женщин.
В 1832 году, когда жители Ертарского Завода обратились с ходатайством к епархиальному начальству о назначении им отдельного священника, при чём указали на лицо, которое им желательно иметь у себя священником, именно: священника соседнего Беляковского села Евсевия Осокина, данное ходатайство было выполнено, с причислением вышеобозначенного священника к штату духовенства Петро-Павловской церкви Талицкого завода и с предписанием ему совершать требы, а также записывать в книги сей последней церкви. В том же 1832 г. к Ертарскому заводу были причислены ближайшие деревни: Потоскуева, Комарова, Мостовая, Коновалова и Поротникова. Указом Священного Синода от 31 Декабря 1838 года за № 72596 разрешено молитвенный дом преобразовать во временную церковь во имя Святой Троицы и освятить, на что была приложена грамота на имя Благочинного Константина Матвеева. Затем, по ходатайству Высокопреосвященного Аркадия, Архиепископа Пермского от 5 мая 1836 г. Высочайшим Именем повелено Пермской Казенной Палате отпустить из общих Государственных доходов, на счет росписи 1840 г. по казенным винокуренным заводам, 37760 р. 86 ½ к. на возведение при Ертарском казенном винокуренном заводе, по утвержденным Священным Синодом планам, каменного храма и при нём помещений для причта, а на содержание причта повелено выдавать ежегодно из сумм Ертарского винокуренного завода по 500 р. и нарезать земли. Во исполнение сего повеления 16 мая 1845 года был заложен каменный, однопрестольный храм, который был вчерне окончен в следующем 1846 году, а 1 февраля 1848 года освящен во имя Святой Троицы. Приписным к сему храму состоит деревянный храм во имя Святителя Иннокентия, Иркутского Чудотворца, переименованный из временного деревянного во имя Святой Троицы. Когда было освящение его — сведений нет; но, надо полагать, освящение его совершено одновременно с каменным. Причт состоит из священника и псаломщика. Церковных школ в приходе нет, в заводе же существует земская школа.
Однако ввиду того, что в деревне Потаскуевой на тот момент проживало довольно большой процент раскольников и единоверов, они стали ходить в заложенную в 1834 году Вознесенскую единоверческую церковь в селе Яланском Шадринского уезда Пермской губернии. Церковь была деревянная, 1-престольная. Была освящена в честь Вознесения Господня 3 января 1836 году.
В 1854 году в деревне насчитывалось 22 двора, с населением в количестве 217 человек, среди которых 86 мужчин и 121 женщина. Кроме того, 12 дворов с населением 44 мужчины и 66 женщин было старообрядцами. Остальное же население православное, русское, состоящее из государственных крестьян.
В 1869 году в деревне насчитывалось 41 двор, с населением в количестве 442 человека, среди которых 212 мужчин и 230 женщин.
В 1897 году деревня относилась к Потоскуевскому сельскому обществу Рамыльской волости Камышловского уезда Пермской губернии. На тот момент в деревне уже насчитывалось 118 двора, с населением в количестве 509 человек, среди которых 265 мужчины и 244 женщины.
В 1904 году деревня относилась к Потоскуевскому сельскому обществу Ертарской волости Камышловского уезда Пермской губернии. На тот момент в деревне насчитывалось 143 двора, с населением в количестве 628 человек, среди которых 330 мужчин и 298 женщин. В 1908 году насчитывалось 143 двора, с населением в количестве 568 человек, среди которых 298 мужчин и 270 женщин.
С 1923 года деревня вошла в состав Уральской области. С 1925 года деревня была в составе Потаскуевского сельсовета Тугулымского района Тюменского округа Уральской области. В 1928 году в деревне насчитывалось 189 дворов, с населением в количестве 747 человек, среди которых 347 мужчин и 400 женщин. В деревне в тот момент проживало 5 татар, остальное население русское.
С 1934 года деревня находилась в составе Потаскуевского сельсовета Тугулымского района Челябинской области. С 1938 года в составе Потаскуевского сельсовета Тугулымского района Свердловской области. С 1961 года в составе Потаскуевского сельсовета Талицкого района Свердловской области. С 1995 в составе Тугулымского района Свердловской области. С 2006 в составе Тугулымского городского округа Свердловской области.
В весной 2004 года деревня серьёзно пострадала при пожаре.

## Современное состояние
ПВ данный момент деревня состоит их 4 улиц: 8 Марта; Береговая; Красный Октябрь; Ленина.

## Население
| 2002 | 2010 | 2021 |
| ---- | ---- | ---- |
| 139  | ↘82  | ↘50  |